# China Doll
Ne doit pas être confondu avec Chyna Doll.
Pour plus de détails, voir Fiche technique et Distribution.
China Doll est un film américain réalisé par Frank Borzage, sorti en 1958.

## Synopsis

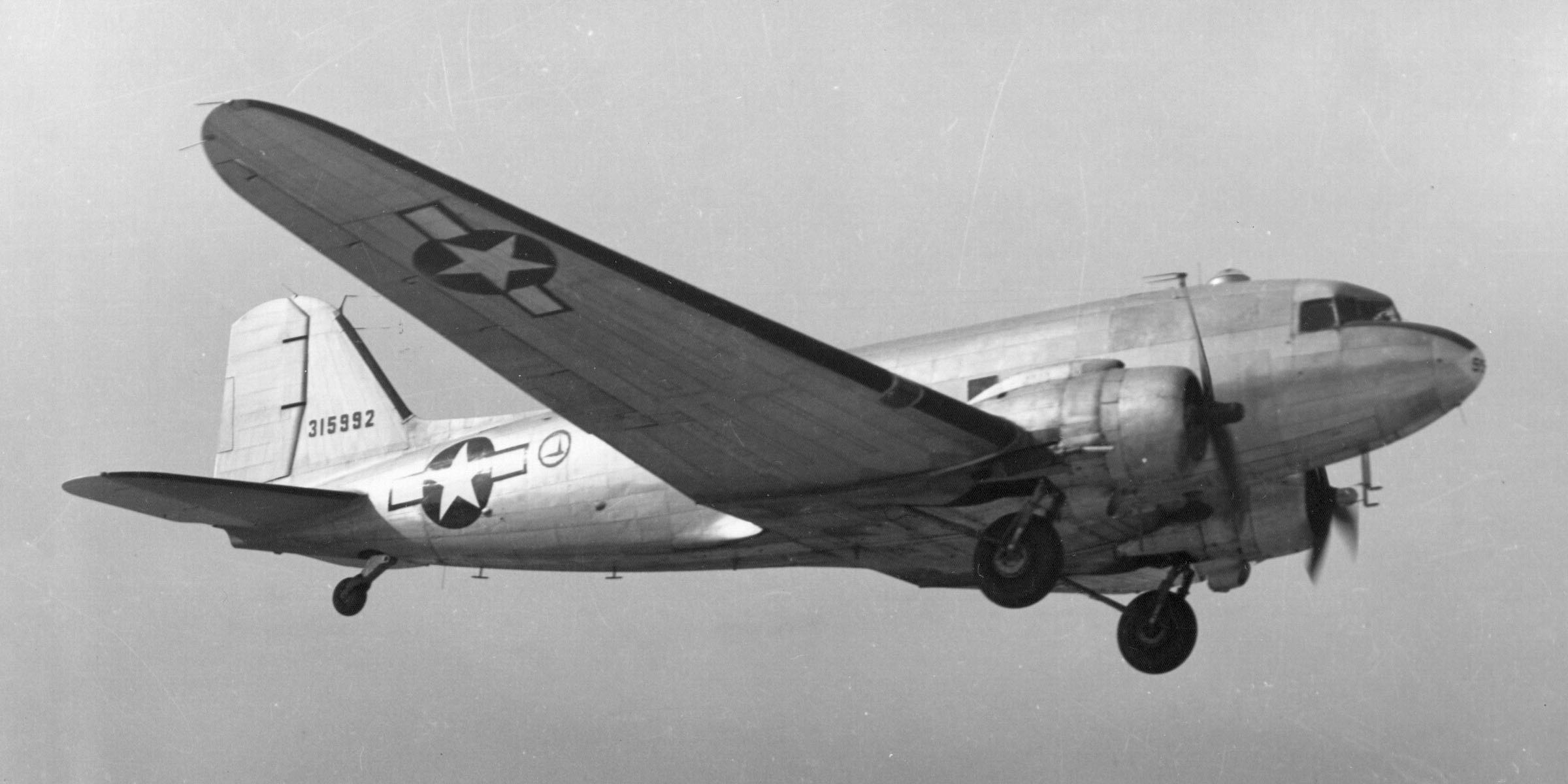
Un Douglas C-47 Skytrain tel que celui apparaissant dans le film

Kunming, capitale du Yunnan, au sud-ouest de la Chine, non loin de la frontière birmane, durant la Seconde Guerre mondiale. Un pilote américain, le capitaine Cliff Brandon, se retrouve, après une nuit bien arrosée, lié à Shu-Jen, une petite Chinoise de Chongqing qu'il a louée à son père pour une période de trois mois. Après avoir tenté de se débarrasser de cette jeune fille très dévouée, il décide de prendre son mal en patience et accepte de la garder.

## Fiche technique
- Titre original : China Doll
- Réalisation : Frank Borzage
- Scénario : Kitty Buhler
- Direction artistique : Howard Richmond
- Décors : Jack Mills
- Costumes : Wes Jefferies, Angela Alexander
- Photographie : William H. Clothier
- Son : Earl Crain Sr.
- Montage : Jack Murray
- Musique : Henry Vars
- Production : Frank Borzage
- Sociétés de production : Romina Productions, Batjac Enterprises
- Société de distribution : United Artists
- Pays d’origine :  États-Unis
- Langue : anglais
- Format : Noir et blanc - 35 mm - 1,85:1 -  Son Mono (RCA Sound Recording)
- Genre : drame
- Durée : 99 minutes
- Date de sortie :
  - Royaume-Uni : 8 juin 1958

## Distribution
- Victor Mature : Cliff Brandon
- Li Li Hua : Shu-Jen
- Ward Bond : le Père Cairns
- Bob Mathias : Phil Gates
- Johnny Desmond : Steve Hill
- Stuart Whitman : Dan O'Neill
- Elaine Curtis : Alice Nichols
- Ann McCrea : Mona Perkins
- Danny Chang : Ellington
- Denver Pyle : Colonel Wiley
- Donald Barry : Hal Foster
- Tige Andrews : Carlo Menotti
- Steve Mitchell : Dave Reisner
- Ken Perry : Ernie Fleming
- Ann Paige : Sally